# LATAM Airlines Group
LATAM Airlines Group, hoặc LATAM, là một tập đoàn hàng không Mỹ Latin được thành lập theo pháp luật Chile với trụ sở chính tại Santiago, khu vực trung tâm Santiago, Chile. Tập đoàn này có trụ sở ở Pudahuel, Santiago, và ở São Paulo, Brazil, với các chi nhánh ở Argentina, Colombia, Ecuador, Paraguay và Peru.
LATAM Airlines Group là kết quả của việc sáp nhập giữa LAN Airlines và TAM Airlines diễn ra vào năm 2012. Hai hãng hàng không bay với màu sơn máy bay và giấy đăng ký riêng, một chính sách được tiếp tục trong ngắn hạn, nhưng kì vọng hiệp lực đáng kể từ việc sáp nhập các hoạt động của hai hàn. Enrique Cueto, cựu Giám đốc điều hành của LAN, là Giám đốc điều hành của LATAM; Mauricio Rolim Amaro, trước đây là phó chủ tịch của TAM, là chủ tịch hội đồng quản trị.
Các hãng hàng không đã ký một thỏa thuận không ràng buộc ngày 13 tháng 8 năm 2010, một thỏa thuận ràng buộc vào ngày 19 tháng 1 năm 2011, và các hoàn tất thủ tục giấy tờ sáp nhập vào ngày 22 tháng 6 năm 2012, với việc các cổ đông TAM đồng ý với được sáp nhập vào LAN.

## Cổ đông
| Cổ đông          | Tỉ lệ  |
| ---------------- | ------ |
| Delta Air Lines  | 20.0%  |
| Cueto Group      | 16.4%  |
| Qatar Airways    | 10.0%  |
| Amaro Group      | 6.4%   |
| Các cổ đông khác | 47.2%  |
|                  | 100.0% |

## Các hãng hàng không con
| Quốc gia  | Hãng bay                                                 |
| --------- | -------------------------------------------------------- |
| Argentina | LATAM Argentina (ngừng hoạt động vào năm 2020)           |
| Brazil    | LATAM Brasil                                             |
| Brazil    | LATAM Cargo Brasil                                       |
| Chile     | LATAM Chile                                              |
| Chile     | LATAM Cargo Chile                                        |
| Chile     | LATAM Express                                            |
| Colombia  | LATAM Colombia                                           |
| Colombia  | LATAM Cargo Colombia                                     |
| Ecuador   | LATAM Ecuador                                            |
| Mexico    | LATAM Cargo Mexico (thuộc sở hữu của LATAM từ 2015-2018) |
| Paraguay  | LATAM Paraguay                                           |
| Peru      | LATAM Perú                                               |